# Phyllonorycter hancola
Phyllonorycter hancola är en fjärilsart som först beskrevs av Tosio Kumata 1958.  Phyllonorycter hancola ingår i släktet guldmalar, och familjen styltmalar. Inga underarter finns listade i Catalogue of Life.